# Emma van Blois
Emma van Blois (ca. 950 - 27 december 1003) was hertogin van Aquitanië. Zij is bekend doordat ze zich fel verzette tegen de buitenechtelijke escapades van haar man Willem IV van Aquitanië.
Emma en Willem trouwden in 968, Emma bracht Chinon mee als bruidsschat. Emma ontdekte al snel dat Willem er meerdere minnaressen op na hield. Dit leidde tot grote ruzies tussen Emma en Willem en Emma nam wraak op de minnaressen van Willem. Zo is er een voorval bekend, waarbij ze een groep soldaten opdracht gaf om een van de minnaressen te verkrachten, iets waarvan Emma achteraf wel groot berouw van had. In 976 besloot ze Willem te verlaten. Pas in 988 kwam het tot een verzoening: Willem verstootte en verbande zijn minnaressen. Willem en Emma werden zeer religieus en deden een groot aantal schenkingen, waaronder de stichting van de abdij van Maillezais. Maar in 991 verliet Emma Willem opnieuw.
Toen Willem zich in 993 terugtrok, werd Emma regentes van Aquitanië hoewel hun zoon Willem V van Aquitanië toen al meerderjarig was. Vermoedelijk was dit een formele kwestie: Hugo Capet en Willem IV hadden een conflict gehad over de hertogstitel van Aquitanië en vermoedelijk verhinderde dit de officiële benoeming van Willem V. Emma erfde van haar man bezittingen in de omgeving van Vernon en schonk die aan de abdij van Bourgueil.
Emma was een dochter van Theobald I van Blois en Liutgard van Vermandois.